# Multipurpose Corantijnproject
Het Multipurpose Corantijnproject (MCP) is een landbouwproject in Nickerie van de Surinaamse overheid. Het werd eind jaren 1970 opgezet om twee rijstoogsten per jaar veilig te stellen.

## Geschiedenis
De opzet van het MCP werd in 1978 geformuleerd door een consortium van vier ingenieursbureaus. Het doel was om per jaar twee rijstoogsten veilig te stellen in de polders van Nickerie. Daarnaast moesten nieuwe polders aangelegd worden voor boeren die hun land verloren doordat hun polders werden gesaneerd.
Voor dat doel werd bij het dorp Wakai een pompgemaal gebouwd, met vier pompen met een totale capaciteit van dertig kubieke meter per seconde. Daarnaast werd het Corantijnkanaal gegraven met een lengte van 66 kilometer, dat het water naar de rijstvelden transporteert. In 2019 werden nieuwe pompen aangeschaft met een grotere capaciteit. Het gemaal houdt de waterstand in de rijstpolders op peil. Een vergelijkbaar gemaal staat in het Surinaamse Wageningen, dat eveneens omringd is met rijstvelden.
In 1984 werd MCP-Beheer opgericht die het project bestuurde. Bij de oprichting was de rol van waterautoriteit van Noordwest-Suriname voorzien. In de praktijk verkreeg het deze rol niet maar bleven de taken beperkt tot het onderhouden van de pompen van Wakai en het onderhoud van het Corantijnkanaal.
In 2005 werd een nieuwe Waterschapswet aangenomen waarin de waterschappen binnen het gebied van de MCP werden heropgericht en MCP-Beheer de rol van overliggend waterschap kreeg. De organisatie werd in oktober 2006 opgeheven. Voorts werd op 14 juni 2007 per Staatsbesluit nr. 75 het Overliggend Waterschap MCP (OW MCP) in werking gesteld die de beheerstaken van het MCP op zich nam.

## Werkgebied
Onder het OW MCP vallen waterschappen, gronden, polders en terreinen en aanvoer- en afvoerwegen. De begrenzing van het MCP is als volgt:
- Westelijk: Corantijnrivier
- Noorden: Nickerierivier
- Oosten: oostgrens van de Groot-Henarpolder, de Klein-Henarpolder en het terrein van het bedrijf Alibux
- Zuiden: Surinamekanaal en de Nannikreek